# Жаррет
Жарре́т (фр. и окс. Jarret) — коммуна во Франции, находится в регионе Юг — Пиренеи. Департамент — Верхние Пиренеи. Входит в состав кантона Лурд-Эст. Округ коммуны — Аржелес-Газост.
Код INSEE коммуны — 65233.

## География

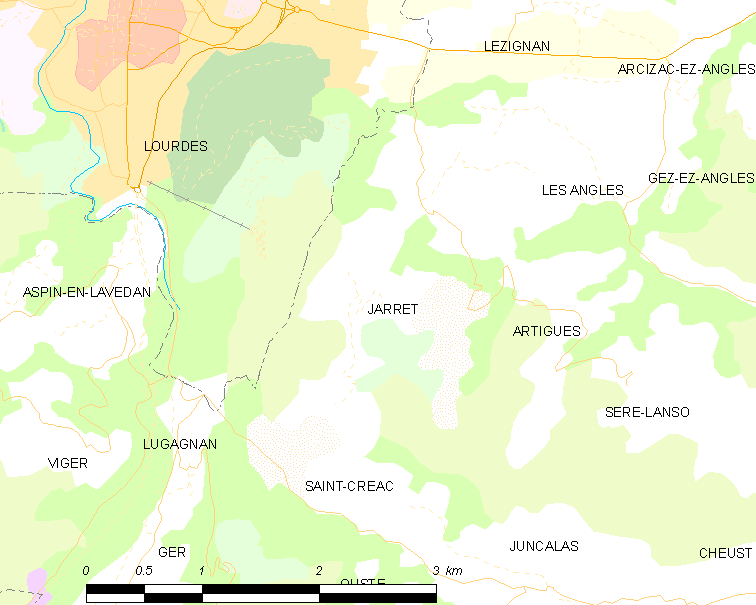
Карта коммуны

Коммуна расположена приблизительно в 670 км к югу от Парижа, в 135 км юго-западнее Тулузы, в 18 км к юго-западу от Тарба.
По территории коммуны протекает река Рьеторт (фр. Rieutort).

## Климат
Климат умеренно-океанический с солнечной тёплой погодой и обильными осадками на протяжении практически всего года.

## Население
Население коммуны на 2010 год составляло 311 человек.
| 1962 | 1968 | 1975 | 1982 | 1990 | 1999 | 2010 |
| ---- | ---- | ---- | ---- | ---- | ---- | ---- |
| 132  | 121  | 132  | 184  | 225  | 219  | 311  |

## Администрация
| Период | Период | Фамилия | Партия | Примечания |
| ------ | ------ | ------- | ------ | ---------- |
| 2001   | 2020   | Анж Мюр |        |            |

## Экономика
В 2010 году среди 197 человек трудоспособного возраста (15-64 лет) 150 были экономически активными, 47 — неактивными (показатель активности — 76,1 %, в 1999 году было 75,2 %). Из 150 активных жителей работали 138 человек (71 мужчина и 67 женщин), безработных было 12 (6 мужчин и 6 женщин). Среди 47 неактивных 16 человек были учениками или студентами, 21 — пенсионерами, 10 были неактивными по другим причинам.

## Достопримечательности
- Церковь Св. Мартин
- Церковь Св. Иоанна Крестителя (деревня Лузум)
- Церковь Св. Роха (деревня Эне)